# Альянса (футбольный клуб, Сан-Сальвадор)
«Альянса» — сальвадорский футбольный клуб из столицы страны, города Сан-Сальвадор, в настоящий момент выступает в Примере Сальвадора, сильнейшем дивизионе Сальвадора. Клуб основан в 1958 году, домашние матчи проводит на арене «Эстадио Кускатлан», вмещающей 44 313 зрителей. «Альянса» третий по титулованности клуб Сальвадора, и один из наиболее титулованных клубов в КОНКАКАФ.

## Достижения
- Чемпионат Сальвадора по футболу:
  - Чемпион (17): 1965/66, 1966/67, 1986/87, 1989/90, 1993/94, 1996/97, Ап. 1998, Ап. 2001, Кл. 2004, Кл. 2011 , Ап. 2015, Ап. 2017, Кл. 2018, Ап. 2019, Ап. 2020,  Ап. 2021, Кл. 2022

- Лига чемпионов КОНКАКАФ:
  - Чемпион (1): 1967.
- Кубок Чемпионов Центральной Америки:
  - Чемпион (1): 1997.
  - Финалист (1): 1980.

## Стадион
Домашним стадионом команды является Эстадио Кускатлан, вмещающий 53 400 зрителей. Это самый крупный стадион не только в Сальвадоре, но и во всей Центральной Америке.